# Rodina interleukinu-1
Rodina interleukinu-1 (IL-1 rodina) obsahuje 11 různých cytokinů, které hrají hlavní úlohu v regulaci zánětlivých reakcí v důsledku infekcí či sterilního zánětu.

## Historie
Objev těchto cytokinů začal studiemi patogeneze horečky. Studie provedly Eli Menkin a Paul Beeson v letech 1943–1948 o vlastnostech proteinů uvolňovaných z králičí peritoneální exsudátové buňky. Po těchto studiích následovaly příspěvky několika vyšetřovatelů, kteří se primárně zajímali o souvislost mezi horečkou a infekcí / zánětem.
Interleukin-1 bylo původně jméno pro jakýkoliv sekretovaný produkt makrofágů, kdežto označení interleukin-2 se používalo pro jakýkoliv produkt T lymfocytů. V době přiřazování těchto jmen nebyla známa žádná aminokyselinová sekvenční analýza a termíny byly použity pro definování biologických vlastností. V roce 1985 byly identifikováni první členové IL-1 rodiny, IL-1α a IL-1β.

## Rodina interleukinu-1
Rodina interleukinu-1 se skládá z 11 cytokinů, které vytvářejí složitou komplexní síť regulátorů imunitních odpovědí a prostřednictvím exprese integrinů na leukocytech a endoteliálních buňkách umožňující imunokompetentním buňkám průnik do stresovaných tkání.
Jelikož IL-1α a IL-1β byly objeveny první a mají výrazné pro-zánětlivé vlastnosti, patří k dosud nejprostudovanějším členům této cytokinové rodiny. Jejich aktivita je regulována výskytem molekuly zvané antagonista IL-1 receptoru (IL-1Ra), která se váže na stejný receptor, ale neaktivuje signalizaci. Regulace probíhá formou kompetice o vazebná místa receptoru.
Devět členů rodiny IL-1 se vyskytuje na jednom jediném klastru na lidském chromozomu číslo dva; sekvence a důkazy chromozomální anatomie naznačují, že byly vytvořeny prostřednictvím řady genových duplikací proto-IL-lp ligandu [8]. Tímto způsobem jsou IL-lp, IL-la, IL-36a, IL-36p, IL-36y, IL-36RA, IL-37, IL-38 a IL-1RA velmi pravděpodobně členy rodiny předků sdílející společnou linii. IL-18 a IL-33 jsou však na různých chromozomech a neexistuje dostatečný důkaz o sekvenci nebo chromozomální anatomii, které by naznačovaly, že sdílejí společné předky s ostatními členy rodiny IL-1. IL-33 a IL-18 byly zařazeny do rodiny IL-1 kvůli strukturálním podobnostem, překrývání funkcí a receptorům zapojeným do jejich signalizace.

### Syntéza
Všichni členové rodiny interleukinu-1, až na výjimku IL-1Ra, jsou v buňce syntetizovány ve formě tzv. prekurzoru. Prekurzorový protein je velmi dlouhý, jelikož obsahuje domény, které brání jeho funkci. Aby se z takového prekurzoru stal aktivní tzv. maturovaný protein je třeba odštěpit tyto inhibiční domény. Prekurzorové formy členů IL-1 rodiny nemají žádnou signální sekvenci pro zpracování na maturovaný protein ani signální sekvenci, která by je nasměrovala do klasické sekreční dráhy přes endoplazmatické retikulum a Golgiho aparát. Prekurzorové formy IL-1α a IL-33 se dokáží navázat na své receptory a aktivovat signalizační dráhy, ale ostatní členové IL-1 rodiny, jako je IL-1β a IL-18, musí být zpracovány na kratší maturované proteiny, aby byly schopny své biologické funkce.

## Nomenklatura
Rodina interleukinu-1 měla dlouhou dobu pouze čtyři členy IL-1α, IL-1β, IL-1Ra a IL-18. Po objevu dalších pěti členů, byla obecně přijata nová nomenklatura totožná pro všechny členy IL-1 rodiny, která se skládala z IL-1F (F z anglického názvu pro rodinu – „family“) a čísla udávajícího pořadí. Původní členové IL-1 rodiny byly přejmenováni na IL-1F1, IL-1F2, IL-1F3 a IL-1F4.
V roce 2010 se ale vědci z celého světa dohodli, že by bylo lepší vrátit se k původní nomenklatuře, jelikož byla stále více používaná a nové názvy se pletly. Původním členům byla vrácena stará jména a IL-1F6, IL-1F8 a IL-1F9 byly pojmenovány IL-36α, IL-36β a IL-36γ, protože i když jsou tyto cytokiny kódovány poměrně vzdálenými geny, vážou se všechny na stejný receptorový komplex složený z receptoru IL-1Rp2 a koreceptoru IL-1RAcP a mají podobné biologické účinky. IL-1F5 bylo přiděleno jméno antagonista receptoru pro IL-36, jelikož reguluje funkci cytokinů IL-36α, IL-36β a IL-36γ stejně jako reguluje funkci IL-1 antagonista IL-1 receptoru (IL-1Ra). Další novinkou bylo přejmenování IL-1F7 na IL-37 a jeho nestřihových variant na IL-37a, IL-37b, atd. Jelikož stále není známa funkce IL-1F10, tento název mu byl ponechán, do budoucna je ovšem pravděpodobné, že mu bude také oficiálně přidělen název IL-38.
| Název   | Rodinné jméno | Receptor | Koreceptor | Biologická funkce                      | Chromozomální poloha |
| ------- | ------------- | -------- | ---------- | -------------------------------------- | -------------------- |
| IL-1α   | IL-1F1        | IL-1RI   | IL-1RacP   | Pro-zánětlivý                          | 2q14                 |
| IL-1β   | IL-1F2        | IL-1RI   | IL-1RacP   | Pro-zánětlivý                          | 2q14                 |
| IL-1Ra  | IL-1F3        | IL-1RI   | NA         | Antagonista pro IL-1α, IL-1β           | 2q14.2               |
| IL-18   | IL-1F4        | IL-18Rα  | IL-18Rβ    | Pro-zánětlivý                          | 11q22.2-q22.3        |
| IL-36Ra | IL-1F5        | IL-1Rrp2 | NA         | Antagonista pro IL-36α, IL-36β, IL-36γ | 2q14                 |
| IL-36α  | IL-1F6        | IL-1Rrp2 | IL-1RAcP   | Pro-zánětlivý                          | 2q12 – q14.1         |
| IL-37   | IL-1F7        | Neznámý  | Neznámý    | Proti-zánětlivý                        | 2q12 – q14.1         |
| IL-36β  | IL-1F8        | IL-1Rrp2 | IL-1RAcP   | Pro-zánětlivý                          | 2q14                 |
| IL-36γ  | IL1-F9        | IL-1Rrp2 | IL-1RAcP   | Pro-zánětlivý                          | 2q12 – q21           |
| IL-38   | IL-1F10       | Neznámý  | Neznámý    | Neznámá                                | 2q13                 |
| IL-33   | IL-1F11       | ST2      | IL-1RAcP   | Th2 buněčné odpovědi, pro-zánětlivý    | 9p24.1               |

## Signalizace
IL-1α a IL-1β se vážou na stejnou receptorovou molekulu, která se nazývá IL-1 receptor (IL-1R) typu I. Třetí ligand tohoto receptoru, antagonista receptoru pro IL-1 (IL-1Ra), slouží jako negativní regulátor IL-1α a IL-1β, jelikož s nimi soutěží o vazebná místa receptoru a váže se na něj aniž by docházelo k iniciaci signalizace.
IL-1α a IL-1β se vážou nejdříve na první extracelulární doménu IL-1 receptoru, která interaguje s přídatným proteinem IL-1 receptoru („IL-1 receptor accessory protein“, IL-1RAcP). Na tento komplex se připojují přes Toll- a IL-1 receptorovou (TIR) doménu další dva adaptorové proteiny nazývané MyD88 (anglicky „myeloid differentiation primary response gene 88“) a protein kináza aktivovaná IL-1 receptorem 4 („interleukin-1 receptor-activated protein dinase 4“, IRAK4). Fosforylovaný IRAK4 dále fosforyluje další proteiny IRAK1, IRAK2 a faktor asociovaný s TNF 6 („tumor necrosis factor-associated factor 6“, TRAF6). TRAF6 je ubiquitin E3 ligáza, která ve spolupráci s komplexem ubiquitin E2 ligáz napadá K63 polyubiquitinem značené řetězce některých meziproduktů IL-1 signalizační dráhy, kupříkladu TGF- β aktivovanou protein kinázu (TAK-1). To umožňuje asociaci TAK-1 a TRAF6 a s MEKK3. Tyto signalizační kaskády vedou k aktivaci několik transkripčních faktorů, jako je NF-κB, AP-1, c-Jun N-koncová kináza (JNK) a p38 MAPK.

## Biologické účinky
Il-1 je hojně produkován tkáňovými makrofágy, monocyty, fibroblasty a dendritickými buňkami, mimoto je také exprimován B lymfocyty, NK buňkami a epiteliálními buňkami. IL-1 cytokiny zvyšují expresi adhezivních molekul na endoteliích, čímž umožňují vstup imunokompetentních buněk do infikovaných či jinak stresovaných tkání (diapedézu). Také ovlivňují aktivitu hypothalamu, termoregulačního centra organismu, a zvyšují tak tělesnou teplotu, což je stav jinak nazývaný horečka. Proto se IL-1 cytokinům říká pyrogeny. Kromě horečky, členové IL-1 rodiny také způsobují hyperalgesii (zvýšená sensitivita na bolest), vazodilataci a hypotenzi.

### IL-1α
IL-1α je cytokin se dvěma rozdílnými funkcemi – kromě klasické cytokinové funkce aktivace receptorů buněk v extracelulárním prostoru, se také podílí na regulaci transkripce v jádře.
IL-1α je syntetizován ve formě prekurzoru a je v menším množství neustále přítomný v cytoplazmě buněk mezenchymálního původu a epiteliálních buněk. Monocyty a makrofágy naopak preformovaný IL-1α neskladují a vyžadují de novo syntézu. Prekurzor IL-1α je na maturovaný 17-kDa protein zpracováván Ca2+-aktivovanou proteázou nazývanou calpain, která z prekurzoru odstřihne 16-kDa N-koncovou doménu, tzv. anglicky „propiece cleavage produkt“ (ppIL-1α). ppIL-1α obsahuje jadernou lokalizační sekvenci (NLS), díky které je translokována do jádra, nasedá na chromatin a funguje jako transkripční faktor. Celý prekurzorový protein IL-1α, jelikož k aktivaci receptoru potřebuje jak C- tak N-koncovou doménu, se chová jako tzv. DAMP molekula (z angličtiny „damage-associated molecular patterns“, česky bychom mohli říct „s poškozením asociované molekulární vzory“). DAMP, také společně s PAMP nazývané alarminy, jsou rozpoznávány PRR receptory (z anglického „pattern recognition receptor“) na povrchu buněk imunitního systému a signalizují organismu, že něco není v pořádku. Ve zkratce, DAMP molekuly jsou vypouštěny do extracelulárního prostoru stresovanými buňkami, které podstoupily imunologicky ne-tichou smrt (jako je pyroptóza či nekróza). Jedná se velmi často o úplně běžné buněčné molekuly, např. ATP, u kterých ale v extracelulárním prostoru díky změněnému pH dochází k denaturaci a následnému špatnému sbalení proteinu či jiným oxidativním změnám a jsou tak imunitním systémem rozeznávány jako molekuly, které se za fyziologických podmínek v extracelulárním prostoru nevyskytují. Buňky mohou být stresovány z důvodu infekce, zranění, ischemie, hypoxie, acidózy a lýze komplementem. Prekurzor IL-33 funguje podobným způsobem také jako DAMP.
Sterilní zánět, což je zánětlivá reakce bez přítomnosti infekce, např. ischémie, je závislý pouze na IL-1α zprostředkované signalizaci přes IL-1 receptor, nikoliv na aktivaci Toll-like receptorů. IL-1α také stimuluje transkripci a následnou sekreci IL-1β u monocytů. IL-1α tak spíše funguje jako spouštěč imunitní reakce, jelikož indukuje infiltraci neutrolilů do stresovaných tkání, kdežto IL-1β funguje jako amplifikátor zánětu prostřednictvím stimulace makrofágů.
Jak IL-1α prekurzor, tak maturovaný IL-1β protein nemají signální sekvenci pro klasickou sekreční dráhu přes endoplasmatické retikulum a Golgiho aparát a jsou sekretovány nekonvenční sekreční dráhou.

### IL-1β
Prekurzor IL-1β je v buňkách na rozdíl od IL-1α syntetizován až po stimulaci imunitních buněk alarminy. Jeho exprese je indukována transkripčním faktorem NF-κB. Kupříkladu, makrofágy a dendritické buňky po expozici lipopolysacharidem (LPS), který se váže na TLR4 a funguje jako PAMP.
Syntéza IL-1β prekurzoru (a IL-18) je indukovaná stimulací imunitních buněk přes Toll-like receptory (TLR) nebo RIG-like receptory (RLR). Na IL-1 receptor se ovšem může vázat pouze maturovaná forma IL-1β, která vzniká zpracováním cystein proteázou nazývanou kaspáza-1. Kaspáza-1 je aktivovaná inflamazómem, který se formuje po aktivaci příslušných signalizačních kaskád PRR receptory. Za zvláštních okolností jako je např. opravdu velmi intenzivní zánětlivá reakce zprostředkovaná neutrofily, může být IL-1β zpracován i jinými proteázami.
IL-18 je také syntetizován jako prekurzor a zpracováván na maturovaný protein kaspázou-1.

### IL-1ra
IL-1ra je produkován monocyty, makrofágy, neutrofily, fibroblasty, epiteliálními buňkami, Sertoliho buňkami, mikrogliemi. IL-1ra je syntetizován jako preprotein obsahující klasickou signální sekvenci dlouhou 25 aminokyselin, která umožňuje sekreci cestou endoplazmatické retikulum/Golgiho aparát. Myší, krysí a králičí IL-1ra vykazuje 77, 75, a 78 % sekvenční homologii s lidským IL-1ra. IL-1ra vykazuje přibližně 30% homologii s IL-1β na proteinové úrovni. Bylo identifikováno několik forem IL-1ra: 17 kDa forma, nazývaná sIL-1ra (s=solubilní) nebo také IL-1ra1. Obsahuje klasickou signální sekvenci a je sekretovanou formou IL-1ra. Další 2 formy, nazývané společně icIL-1ra nebo IL-1ra2 a IL-1ra3 nemají signální sekvenci, nejsou sekretovány a zůstávají striktně interacelulární formou. Solubilní forma je produkována hepatocyty a regulována prozánětlivými cytokiny (IL1-β a kombinace IL1-β a IL-6) a dalšími proteiny akutní fáze. Intracelulární forma byla nalezena ve fibroblastech, monocytech, neutrofilech, keratinocytech a bronchiálních epiteliálních buňkách.
IL-1ra je důležitým regulátorem exprese a fyziologické odpovědi vyvolané IL-1. IL-1ra funguje jako kompetitivní inhibitor IL-1 receptoru in vitro a in vitro. Působí proti účinkům jak IL-1α, tak IL-1β. Po navázání IL-1ra, IL-1 receptor nepřenáší signál do buňky. IL-1ra inhibuje uvolnění jak IL-1α, tak IL-1β, sekreci IL-2, expresi receptoru pro IL-2 na povrchu buňky. Blokuje stimulaci syntézy prostaglandinu E2 v synoviálních buňkách a proliferaci thymocytů. Inhibuje rovněž uvolnění leukotrienu B4 z monocytů po stimulaci bakteriálními lipopolysacharidy. Blokuje uvolnění inzulínu z izolovaných pankreatických buněk.
Polymorfismus tohoto genu je asociován se zvýšeným rizikem osteoporotických zlomenin. Deficit antagonisty IL-1ra (DIRA) je vzácným vrozeným onemocněním. Postižené děti trpí závažným zánětem kůže a kostí, mohou být postiženy i další orgány, jako např. plíce. IL-1ra je používán v léčbě rheumatoiní artritidy. Je komerčně produkován jako rekombinantní forma IL-1ra a nazývá se ANAKINRA.

### IL-18
IL-18 je znám jako faktor, který indukuje produkci interferonu gama (IFN-γ). Jedná se o prozánětlivý cytokin, který sdílí podobné biologické účinky jako IL-12 a strukturní podobu s rodinou IL-1. Společně s IL-12 zprostředkovává buněčnou imunitu. Váže se na receptor IL-18Rα. Je produkován monocyty, makrofágy, osteoblasty, keratinocyty. Je syntetizován jako neaktivní prekurzor, který je proteolyticky štěpen na aktivní 18 kDa formu. IL-18 stimuluje produkci IFN-γ T-buňkami a NK buňkami. Působí buď nezávisle nebo synergizuje s IL-12, to může vést k rychlé aktivaci monocyto/makrofágového systému. Kombinace tohoto cytokinu a IL-12 způsobuje inhibici IL-4 závislé produkce IgE a IgG1 a naopak podporuje produkci IgG2 B buňkami.
Kromě těchto fyziologických funkcí se IL-18 podílí na několika závažných zánětlivých reakcích. Množství mRNA receptoru pro IL-18 v endometriu a také poměr množství vazebného proteinu a interleukinu je prokazatelně zvýšen u pacientů trpících endomyosou ve srovnání se zdravými jedinci.
IL-18 je rovněž amplifikován u Hashimotovy tyreoitidy. Bylo dokázáno, že tento interleukin zvyšuje produkci β amyloidu v neuronech u Alzeimerovy choroby.

### IL-36ra
IL-36ra je vysoce exprimován keratinocyty, v psoriatické pokožce, placentě, děloze, mozku, ledvinami, monocyty, B-lymfocyty a dendritickými buňkami. IL-36ra je dlouhý 155 aminokyselin a postrádá signální sekvenci. IL-36ra sdílí s IL-1ra 52% homologii v aminokyselinové sekvenci. IL-36ra působí jako nespecifický inhibitor zánětu a přirozené imunity. Inhibuje aktivaci NF-κB indukovanou IL-36α.

### IL-36α
IL-36α je exprimován ve slezině, lymfatických uzlinách, krčních mandlích, kostní dřeni, B-buňkách. Tento člen je výjimečný tím, že je navíc syntetizován T-lymfocyty. Je nejvíce příbuzný s IL-37 a IL-36β.

### IL-37
IL-37 je exprimován ve většině tkání. Jedna se o první člen IL-1 rodiny, který vytváří homodimery.
IL-37 nespecificky inhibuje zánětlivou odpověď a přirozenou imunitu. IL-1F7 byl nalezen také v jádře, kde může fungovat jako nukleární faktor. Tento cytokin se může vázat nebo muže být sám ligandem receptoru pro IL-18 (IL18R1/IL-1Rrp). Váže se na interleukin 18 binding protein (IL18BP), formuje komplex s beta podjednotkou receptoru IL-18 (IL-1F4) a inhibuje tak jeho aktivitu. Bylo popsáno 5 alternativních transkriptů kódujících různé isoformy IL-37.

### IL-36β
IL-36β je exprimován v krčních mandlích, kostní dřeni, srdci, placentě, plicích, varlatech, střevě, monocytech a B-lymfocytech. Podobá se nejvíce IL-36α (IL-1F6). Byly popsány 2 alternativní transkripty kódující týž protein.

### IL-36γ
IL-36γ je nejvíce produkován keratinocyty. Aktivuje NF-κB přes interleukin 1 receptor-like 2 (IL-1Rrp2) a je specificky inhibován pomocí IL-36ra.
Jeho produkce stoupá po stimulaci IL-1β a TNF α, ale ne po stimulaci IL-18 nebo IFN-γ. IL-36γ hraje významnou roli v imunitě a zánětu kůže. Exprese je zvýšena během chronické kontaktní hypersenzitivity, při infekci virem herpes simplex a psoriáze.

### IL-38
IL-38 je exprimován v kůži a také B-lymfocyty v mandlích. Reguluje jak vrozenou, tak adaptivní imunitu. Váže se na solubilní receptor IL-1RI. Byly popsány 2 alternativní transkripty kódující týž protein.

### IL-33
IL-33 je syntetizován jako 31-kDa prekurzor a váže se na ST2 receptor a IL-1RAcP koreceptor, jejichž prostřednictvím spouští signalizační kaskády aktivující transkripční faktory jako je NF-κB a ERK, p38 a JNK MAPK kinázy. Prekurzorová forma IL-33 aktivuje signalizaci přes svůj receptor podobně jako IL-1α. Na druhou stranu, maturované formy IL-33(95-270), IL-33(99-270) a IL-33(109–270), které vytváří serin proteázy cathepsin G a elastáza, aktivují zánětlivé reakce s daleko větší účinností než jejich prekurzor. Zpracování prekurzoru IL-33 kaspázami, např. kaspázou-1, vede k inaktivaci jeho funkce.

IL-33 je také cytokin, který má dvě funkce. Kromě transkripčního faktoru, hraje podstatnou roli jako DAMP molekula. Z toho důvodu je neustále přítomen v endoteliálních buňkách a po vypuštění do extracelulárního prostoru ovlivňuje produkci cytokinů v nuocytech, Th2 lymfocytech, mastocytech, basofilech, eosinofilech, invariantních NK T (iNKT) buňkách a NK buňkách. IL-33 je považován za cytokin alergických a patogenem-indukovaných zánětlivých reakcí.

## Cytokiny indukovaná produkce efektorových cytokinů
IL-33 hraje roli v tzv. cytokiny indukované produkci efektorových cytokinů, čímž je míněna produkce efektorových cytokinů diferencovanými populacemi pomocných T lymfocytů (Th lymfocytů), které nejsou stimulovány antigenem přes T-buněčný receptor (TCR). IL-33 společně s aktivátorem STAT5 (IL-2, IL-7 nebo TSLP) zvyšuje expresi vlastního ST2 receptoru na Th2 diferencovaných T buňkách. Naivní T lymfocyty ani Th1 či Th17 buňky tento receptor na svém povrchu nemají. Tato zvýšená exprese vlastního receptoru je přímo kontrolována transkripčním faktorem GATA3 a funguje jako pozitivní zpětná vazba, kdy IL-33 sám zesiluje aktivaci vlastních signalizačních kaskád. IL-33 v kombinaci s IL-2, IL-7 nebo TSLP také stimuluje proliferaci. Efektorovým cytokinem, který je sekretován z Th2 lymfocytů po stimulaci IL-33 a IL-2, IL-7 neboTSLP a aktivaci NF-κB, je IL-13. Ten je strukturně velmi podobný interleukinu 4 (IL-4). IL-13 i IL-4 se vážou na stejný IL-4 receptor typu II a aktivují STAT6.
Podobné účinky má IL-1 na Th17 lymfocyty a IL-18 na Th1 buňky. IL-1 v kombinaci s nějakým aktivátorem STAT3 (IL-6, IL-21, IL-23) vykazují podobnou pozitivní zpětnou vazbu zvyšování exprese vlastního IL-1 receptoru a RORγt proteinu v Th17 lymfocytech. Efektorové cytokiny IL-1 vlivu na Th17 jsou IL-17A, IL-4 a IL-6. IL-18 společně s IL-12, což je STAT4 aktivátor, mají také pozitivní korelaci zvyšování exprese IL-18 receptoru a T-bet.

## Nemoci a klinika
IL-1 má hlavní roli v zánětech nervové soustavy. Během zánětu dochází ke zvýšení hladiny TNF a IL-1 v mozku a jejich přítomnost může způsobit zhroucení hematoencefalické bariéry. Bylo zjištěno, že polymorfismy v genech IL-1 přispívají ke genetické vnímavosti na některé druhy rakoviny, ankylozující spondylitidy a Graveovy choroby.
Jelikož byl původně IL-1 považován za hematopoetický faktor, byl podáván pacientům po transplantaci kostní dřeně, aby se dosáhlo zlepšení přihojení transplantátu. Záhy se ale zjistilo, že tito pacienti pak trpí příznaky systémového zánětu. Dále se tedy snaha soustředila na blokaci aktivity IL-1 pomocí antagonisty receptoru pro IL-1 (IL-1Ra), který je také znám pod generickým jménem ANAKINRA, ale kontrolní testy nakonec nedosáhly statistické významnosti.
Dnes je blokace aktivity IL-1 (především IL-1β) standardním léčebným postupem pro pacienty trpící mnoha autoimunitními onemocněními i lymfomy. Podávání IL-1Ra je kupříkladu schválená terapie pro pacienty s revmatoidní artritidou, jelikož výrazně zpomaluje destrukci tkání. Výhodou této terapie je přirozený výskyt IL-1Ra, z čehož vyplývá že není pro organismus toxická a nezpůsobuje gastrointestinální problémy.